# Hugh Whitaker

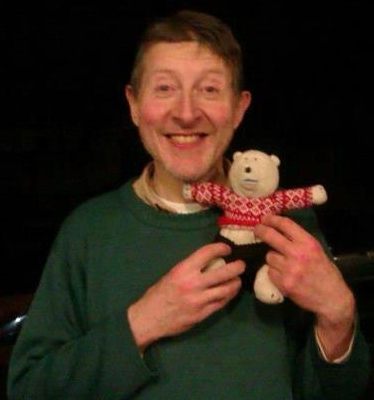
Hugh Whitaker

Hugh Whitaker (geboren am 18. Mai 1961 in Hull, England) ist ein englischer Musiker und der ehemalige Schlagzeuger der britischen Indie-Rock-Band The Housemartins. Er ersetzte den ursprünglichen Schlagzeuger Chris Lang und trommelte für das erste Album der Band, London 0 Hull 4, und die dazugehörigen Single-Veröffentlichungen. Er verließ die Band noch vor den Aufnahmen zu ihrem zweiten Album The People Who Grinned Themselves to Death. Whitaker verließ die Band in freundschaftlichem Einvernehmen und wirkte sogar in dem Promovideo für die erste Single der Band ohne ihn, „Five Get Over Excited“, mit, in dem er von seinem Ersatzmann Dave Hemingway entführt und in einen Jutesack gesteckt wurde.
Whitaker spielte danach Schlagzeug in der Londoner Indie-Band The Servant, und danach in mehreren Hull-Rock-Bands, darunter The Penny Candles, The Juniper Chute The Fabulous Ducks und The Gargoyles.
1993 wurde Whitaker für sechs Jahre inhaftiert, weil er seinen ehemaligen Geschäftspartner James Hewitt mit einer Axt angegriffen und sein Haus in Brand gesetzt hatte.
1997 zog Hugh nach Leeds. Nach einer kurzen Zeit als Schlagzeuger bei Freddie and the Dreamers schloss er sich einer lokalen Band, Percy, an. Im Jahr 2012, zurück in Hull, und nachdem er eine Reihe von Musikstilen in vielen Bands gespielt hatte, schloss er sich der eklektischen Rockband Pocketful O'Nowt an. Im Jahr 2013 war er Gastschlagzeuger bei der Barnsley Comedy Band The Bar-Steward Sons of Val Doonican's Tarnlife Single und arbeitete 2014 erneut mit ihnen bei Jump Ararnd. und Place Of Spades.